# Miloslav Skořepa
Miloslav Skořepa (24. února 1895 Kutná Hora – 15. června 1942 Praha) byl český pedagog a pedopsycholog popravený nacisty.

## Život
Miloslav Skořepa se narodil 24. února roku 1895 do rodiny košíkáře Antonína Skořepy a jeho ženy Heleny, roz. Malinové. Mezi lety 1910 a 1914 vystudoval učitelský ústav Gustava Adolfa Lindnera v Kutné Hoře. Jako odborný učitel působil v Německém Brodu na chlapecké měšťanské škole, od roku 1935 pak jako školní inspektor v Roudnici nad Labem a Praze. Stal se redaktorem časopisů Školské reformy a Školská správa, spoluredaktorem časopisu Komenský a předsedou nakladatelství Dědictví Komenského. Jeho četné publikace se soustředily na téma mravní, občanské a sexuální výchovy dětí. Kladné ohlasy zaznamenalo zejména dílo Puberta z roku 1928. Za účast v odboji byl zatčen gestapem a 15. června 1942 popraven na kobyliské střelnici.

## Dílo
- Úvod do přirozené morálky (1922) [3]
- Povídky pro mládež k nauce mravní a občanské (1924) [4]
- Dědictví Komenského (1940) [5]